# Resident Evil (videojuego de 1996)
Resident Evil —cuyo título original en Japón es Biohazard (バイオハザード Baiohazādo?, «Peligro biológico»)— es un videojuego de acción y aventura de terror y supervivencia desarrollado y publicado por Capcom para la PlayStation. Es el primer juego de la franquicia Resident Evil de Capcom. Ambientado en la región montañosa ficticia de Arklay en el Medio Oeste, los jugadores controlan a Chris Redfield y Jill Valentine, miembros del grupo de trabajo de élite S.T.A.R.S., que deben escapar de una mansión infestada de zombis y otros monstruos.
Concebido originalmente por el productor Tokuro Fujiwara como una nueva versión de su anterior juego de terror, llamado Sweet Home (1989), el desarrollo de Resident Evil fue dirigido por Shinji Mikami. Pasó por varios rediseños, inicialmente fue pensado como un juego para la consola Super Nintendo en 1993, luego como un juego en primera persona totalmente en 3D para PlayStation en 1994 y finalmente como un juego en tercera persona con fondos prerrenderizados. El juego consiste en gran medida en acción en tercera persona con énfasis adicional en gestión de inventario, exploración y resolución de acertijos. Resident Evil estableció muchos elementos que se verían más adelante en la serie, incluido el esquema de control de tanque, el sistema de inventario y de guardado y el uso de modelos 3D sobrepuestos sobre fondos prerrenderizados. El juego fue muy bien recibido crítica y comercialmente, y a menudo se le atribuye el concepto del género survival horror. Fuera de los videojuegos, Resident Evil también ha sido destacado por traer de vuelta la popularización de los zombis en la cultura popular de finales de la década de 1990 en adelante (junto con The House of the Dead), lo que generó un renovado interés en las películas de zombis durante la década de 2000.
El juego ha sido aclamado como uno de los mejores videojuegos de todos los tiempos. Su éxito ha generado una franquicia multimedia que incluye videojuegos, películas, cómics, novelas y otros productos. El juego ha recibido adaptaciones a Sega Saturn, Microsoft Windows y Nintendo DS. En 2002, se lanzó un remake del mismo nombre para Nintendo GameCube con gráficos y sonido totalmente renovados e importantes cambios en el juego y la historia, el cual fue aclamado tanto por la crítica como por los jugadores. Una secuela, Resident Evil 2, se lanzó en 1998, y una precuela, Resident Evil Zero, en 2002.

## Argumento
El juego original transcurre en la noche del 24 de julio de 1998 en las afueras de Raccoon City, concretamente en el área boscosa que rodea la ciudad, dentro del perímetro de las Montañas Arklay, donde ocurren una serie de extraños asesinatos, con víctimas cuyos restos muestran indicios de canibalismo. El ayuntamiento local envía al equipo Bravo del grupo de élite de la policía de la ciudad, los S.T.A.R.S. (Special Tactics And Rescue Service o Servicio Especial de Tácticas y Rescate) a investigar estos hechos. Tras perderse el contacto con el equipo Bravo (subtrama relatada en la precuela Resident Evil Zero), se envía al equipo Alpha para encontrarlos y continuar la investigación. El equipo Alpha localiza el helicóptero del equipo Bravo derribado, sin indicios de supervivientes; excepto por una mano mutilada (en la versión de Nintendo GameCube se encuentra el cadáver del piloto, Kevin Dooley). Mientras buscan nuevas pistas por la zona, el equipo Alpha es atacado por una jauría de cerbero, uno de los cuales mata a un miembro del equipo, Joseph Frost. El piloto del helicóptero, Brad Vickers, entra en pánico y despega abandonando al resto de sus compañeros. Perseguidos por las horribles criaturas con forma canina que mataron a su compañero, el equipo Alpha se ve obligado a buscar refugio en una mansión cercana que parece abandonada, que resulta ser la mansión Spencer. 
Con los cerbero fuera de la mansión, los miembros restantes del equipo Alpha (Chris Redfield, Jill Valentine, Barry Burton y Albert Wesker) se encuentran atrapados dentro. En ese momento, tras oír un disparo, el jugador (optando entre Jill o Chris) toma el control del personaje seleccionado. Uno de los primeros descubrimientos es el de encontrar el cuerpo de un miembro del equipo Bravo, Kenneth Sullivan, siendo devorado por un zombi en una escena muy perturbadora en su tiempo y muy recordada por los fans de la saga. Posteriormente, el jugador encontrará al resto de compañeros del equipo Bravo, heridos o muertos por las criaturas que rondan la mansión. Una serie de documentos y archivos encontrados sugieren que un grupo clandestino de investigación está llevando a cabo una serie de experimentos ilegales en la propiedad, bajo la autoridad y supervisión de Umbrella, la corporación farmacéutica más poderosa e influyente a nivel mundial. Las grotescas criaturas que rondan la mansión y la región circundante son el resultado de estos experimentos, que se han puesto de manifiesto en el personal de la mansión y en diversos animales e insectos a partir de un potente agente biológico conocido como Virus-T, el cual es extremadamente contagioso siendo liberado de forma intencional por James Marcus, un antiguo científico de Umbrella y uno de los fundadores de la corporación.
Después de recorrer una serie de túneles, pasillos y edificios, el jugador descubre un laboratorio subterráneo secreto que contiene registros detallados de estos experimentos bajo la supervisión de Umbrella. En el laboratorio, Wesker revela que él es un doble agente que trabaja para Umbrella, que ha usado a los otros integrantes de los S.T.A.R.S. como conejillos de indias para probar la efectividad de las armas biológicas creadas por la corporación y que su intención es liberar al Tyrant-002 (dependiendo de una serie de decisiones tomadas por el jugador durante el juego, éste momento y los que prosiguen son diferentes), un monstruo gigante humanoide. Tras la liberación, el Tyrant-002 se dirige bien hacia Wesker, ejecutándolo en el acto, o hacia Barry, a quien deja momentáneamente inconsciente. El jugador, entonces, debe derrotarlo. Una vez hecho esto, si se juega con Jill y se salva a Barry, Wesker activa el programa de autodestrucción; si se juega con Chris y se salva a Rebecca, ella lo activa. En los casos restantes esto no sucede (la mansión no es destruida y se obtienen una serie de finales diferentes). Antes de escapar en el helicóptero pilotado por el anteriormente huido Brad, el Tyrant sale del suelo y ataca al jugador (si el sistema de autodestrucción no es activado, el Tyrant no aparece; quedando vivo en la mansión). Finalmente el Tyrant es destruido por un lanzacohetes que Brad arroja al jugador. Entonces se puede ver el final correcto, que varía dependiendo de quiénes sobrevivan de los equipos Alpha y Bravo.

### Finales
- Chris y Jill consiguen escapar en helicóptero junto a un tercer STARS (Rebecca o Barry dependiendo del personaje escogido), mientras a sus espaldas la mansión vuela por los aires y el Tyrant es destruido.

- Hay versiones alternativas de este final, incluyendo la posibilidad de que Chris o Jill no sobrevivan (dependiendo del personaje escogido), al igual que Rebecca o Barry (en Chris o Jill, respectivamente). A su vez, el Tyrant puede sobrevivir.

## Descripción general
A diferencia de los posteriores juegos de la serie Resident Evil, el primer juego tuvo una introducción realizada mediante imagen real. La secuencia de apertura fue censurada en occidente para excluir escenas sangrientas. Sin embargo, Capcom incluyó la apertura sin censuras en las versiones de Windows, las versiones estadounidenses y europeas de Sega Saturn y las versiones Director's Cut francesas y alemanas PAL de PlayStation.
El juego se compone de personajes creados con figuras poligonales en 3D que se sitúan sobre un mapa de bits. Por ende, el juego posee ángulos de cámara predeterminados, que son estáticos, en vez de una cámara que siga al jugador. Como resultado, el juego utiliza un esquema de control de visión y movimientos tipo tanque. Así, el jugador no tiene la capacidad de mover simultáneamente la cámara y el personaje en la dirección indicada por el control, sino que, quedando la cámara fija, el personaje se mueve en la dirección en la que este se halle orientado según el input recibido: adelante al pulsar arriba, hacia atrás presionando hacia abajo y hacia sus lados al presionar los botones direccionales hacia la izquierda o la derecha.
El jugador lucha contra los enemigos para aprovisionarse de armas y municiones o, simplemente, para poder acceder a ciertas áreas. Cuando ataca, el jugador queda estático y puede ver simultáneamente su inventario y el objetivo a destruir (hacia arriba/adelante o hacia abajo/atrás). Inicialmente, las únicas armas disponibles son un cuchillo de combate y una pistola Beretta 92FS, pero en el transcurso de juego se pueden conseguir más armas, tales como una Remington 870 y un Colt Python. La provisión de municiones es, por lo general, bastante escasa y limitada.
El jugador debe sobrevivir luchando contra los distintos monstruos que pueblan la mansión. Los enemigos más comunes en el juego son zombis, que son de movimiento lento, fácilmente evadibles al estar lejos, pero difíciles de evitar cuando se hallan más cerca. En escenarios posteriores del juego, el jugador debe luchar también contra una serie de animales zombi con aspecto de cánido conocidos como Cerberos, y otros como cazadores, quimeras y Web Spinners. También existen una serie de enemigos de menor tamaño como cuervos, avispas y serpientes. El jugador también debe luchar contra una serie de jefes particularmente desafiantes, como una gigantesca serpiente (Yawn), una araña gigante (Black Tiger), la Planta 42, un gigantesco tiburón (Neptune), y el Tirano (Tyrant).
La salud se recupera gracias a una serie de objetos de primeros auxilios en forma de aerosol o hierbas curativas. De los dos, las hierbas curativas son más comunes, pueden ser combinadas con otras hierbas, y recuperan solo una parte de la salud; mientras que los primeros, los aerosoles, son más escasos, aunque recuperan la totalidad de la salud. Hay tres tipos de hierbas curativas disponibles clasificadas según su color: verde, para recuperación de la salud; roja, que, en combinación con la verde, permite crear una hierba mixta con mayor efecto curativo; y la azul, que actúa como antídoto para veneno. Aunque se pueden crear varias mezclas de hierbas, la combinación más efectiva es mezclar una hierba verde, una roja y una azul, ya que con dicha mezcla el jugador recuperará la salud por completo y, además, será curado de todo veneno. Una mezcla de hierba verde con una roja también recuperará por completo la salud del jugador como si de un aerosol se tratara. Al no tener un HUD visible, el jugador debe revisar constantemente el inventario para determinar la salud restante por medio de un indicador similar a un electrocardiograma que cambia de color a medida que este sufra daños y que se verá reflejado en cuatro descripciones según el daño infligido: Fine (sin daños), Caution (en amarillo para daño moderado y naranja para daño considerable), Poison (en rosa) y Danger (escrito en rojo y que implica riesgo de muerte ante próximo ataque).
Además, el jugador debe explorar la mansión, recogiendo distintas llaves y artículos que son parte integral del progreso del juego y que le permitirán resolver una serie de acertijos y rompecabezas a lo largo de su recorrido. La capacidad para llevar artículos en el inventario es limitada, por lo que el jugador deberá dar prioridad a ciertos artículos dependiendo del momento a lo largo del transcurso del juego en el que se halle. También hay cajas, en distintos lugares, disponibles para almacenar cualquier objeto que se deba usar más tarde. 
El jugador solo tiene la capacidad de guardar su progreso si este se encuentra ante una máquina de escribir y lleva consigo un objeto concreto llamado cinta. La cantidad de cintas disponibles a lo largo del juego es limitada, lo cual tiene el objetivo de influir en la capacidad de decisión del jugador a la hora de elegir un momento concreto para establecer un punto de guardado.
También hay disponibles diversos documentos que proporcionan soluciones a ciertos acertijos o que simplemente tienen como objetivo desarrollar la trama.

### Personajes
- Chris Redfield: miembro de los STARS, Chris forma parte del Equipo Alpha y llega a la Mansión Spencer después de que su equipo fuera atacado por Perros zombi. Chris queda separado de los demás miembros de su escuadrón y parte en solitario.

- Jill Valentine: miembro de los STARS, Jill forma parte del equipo Alpha Team y llega a la Mansión Spencer después de que su equipo fuera atacado por criaturas. Tras separarse de Chris, Jill y Barry avanzan por la mansión en busca de sus compañeros.

- Barry Burton: un veterano miembro de los STARS, es parte del Equipo Alpha que llega a la Mansión Spencer, partiendo junto a Jill.

- Rebecca Chambers: una médica de los STARS que se encuentra en la Mansión Spencer y que se encontrará de forma recurrente con Chris Redfield.

- Albert Wesker: líder del Equipo Alpha y comandante de los STARS, es parte del equipo que llega a la Mansión Spencer.

- Richard Aiken: miembro del Equipo Bravo, queda malherido debido a la mordedura de una serpiente gigantesca, quedando al cuidado de Rebecca (en la historia de Chris) o sin ella (en la historia de Jill).

- Brad Vickers: piloto del helicóptero encargado de transportar al Alpha Team, se marcha asustado al ver que sus compañeros son atacados por algo inhumano, pero después reaparece para rescatar a los desaparecidos dentro de la mansión.

- Kenneth Sullivan: un miembro del Equipo Bravo que perece en la mansión antes de que llegue el Equipo Alpha. En una grabación de vídeo se observa cómo fallece a manos de un zombi.

- Enrico Marini: líder del Equipo Bravo, se halla desaparecido dentro de la mansión.

- Joseph Frost: miembro del Equipo Alpha, fallece a manos de los Cerbero en el vídeo introductorio al juego.

### Armamento
- Pistolas: Beretta M9, Beretta 92, Arma de autodefensa, Colt Python

- Escopetas: Remington 870, Winchester Modelo 1897, M1014

- Subfusiles: MAC-11

- Ametralladora ligera: M249

- Lanzacohetes: Milkor MGL, Lanzallamas, XM25 CDTE, M202 FLASH

- Cuchillos: Cuchillo de supervivencia, Daga, Cuchillo de combate, Arma de electrochoque

- Explosivos: Granada flash

## Recepción
La versión del juego para PlayStation fue un éxito de ventas en Estados Unidos. Sin embargo, recibió críticas mixtas. Por ejemplo, GameSpot elogió el juego, mientras que Computer Gaming World dio una crítica más ambigua para la versión PC (en el cual la violencia es bastante abundante y explícita), la cual justificó declarando que «se trata de odio debido a su violencia explícita; un sexismo galopante, la mala voz y el uso de todos los clichés típicos del género de horror, sin embargo... es realmente divertido». De acuerdo con el sitio web de Capcom, Resident Evil ha vendido más de 2.750.000 unidades.[cita requerida]
En cuanto a su versión para GameCube, el remake de Resident Evil, esta logró vender 1.250.000 unidades en total.[cita requerida] GameSpot opinó sobre esta nueva versión que «Capcom ha perfeccionado su versión casi artesanal y ha creado el mejor Resident Evil jamás visto», e IGN mencionó al tiempo que el remake es «el juego más estético y mejor ambientado de su género».

## Entregas

### Versión en inglés
En la versión de PlayStation original de Resident Evil figuran varios cambios entre el original japonés y su versión en inglés. La versión original no editada de la introducción era en color y fue retirada debido a la violencia gráfica. En la versión de América del Norte se dejó en blanco y negro la introducción, con una profunda edición respecto a la original. Muchas de las escenas más violentas (como las imágenes de cadáveres medio comidos, y Joseph siendo brutalmente mutilado por un Cerberus) de la acción en vivo-FMV fueron retiradas, al igual que las escenas con Chris Redfield fumando un cigarrillo. Estos cambios se realizaron a fin de dar cumplimiento a las normas de censura SCEA. 
En la versión japonesa original de PlayStation también se incluyeron dos temas vocales realizados por la artista J-Pop Fumitaka Fuchigami, que no estaban en ninguna otra versión del juego. 
También se bloquearon el acceso a la auto-recarga y al objetivo en función, y se redujeron el número de cintas de tinta encontrados por el jugador. Capcom también tenía previsto eliminar la conexión entre las cajas de inventario en la versión de América del Norte, pero debido a la retroalimentación negativa de los jugadores encuestados se dio marcha atrás en la decisión. Esta función se ha traído de vuelta en la versión GameCube como una dificultad desbloqueable conocido como Real Survival («supervivencia verdadera»).
También se grabó una versión japonesa del audio, pero en última instancia no fue utilizada. La versión producida en japonés usa la voz en inglés con subtítulos en japonés, al igual que el resto de los juegos de Resident Evil publicados en Japón.

### Director's Cut
La última versión de Resident Evil para la consola PlayStation, titulada Resident Evil: Director's Cut, fue puesta a la venta en septiembre de 1997, dieciocho meses después de la publicación original. Director's Cut se produjo para compensar el retraso de la secuela, Resident Evil 2, y originalmente se suministra con una demo jugable de éste juego.
La principal adición es la inclusión de un modo «Avanzado» con nuevos ángulos de cámara, diferentes enemigos, distinta disposición de enemigos y objetos, una versión más potente de la pistola por defecto y los nuevos trajes para Jill y Chris (así como Rebecca). También se incluye el juego original, con un nuevo modo "Principiante", donde la cantidad de municiones descubiertas por el jugador se duplica. Una de las nuevas funciones en el Director's Cut es una versión zombi de Forest Speyer, miembro del Equipo Bravo, más tarde se mantendrá en todas las re-emisiones y en el remake de GameCube.
Se lanzó una segunda versión de Director's Cut (conocido como la Dual Shock Version) en Japón y América del Norte. El Dual Shock Version ofrece apoyo para el Dual Shock del controlador; controles analógicos y funciones de vibración, así como una nueva banda sonora sinfónica de Mamoru Samuragouchi, en sustitución de la banda sonora original de Makoto Tomozawa, Akari Kaida, y Masami Ueda. La versión japonesa del Dual Shock incluía, como disco extra, datos para descargar y guardar imágenes de la versión japonesa de Resident Evil y escenas del juego Resident Evil 1.5 (prototipo cancelado de la versión de Resident Evil 2).
En América del Norte y Europa las emisiones de Director's Cut fueron comercializadas, como con el juego original, sin censurar las imágenes como ocurrió en los lanzamientos japoneses. Sin embargo, las secuencias FMV se mantuvieron inalteradas a partir de las anteriores emisiones, y en occidente siguen siendo censuradas. Capcom pagó por esta omisión: fue el resultado de un error de localización realizado por los desarrolladores, y la solución fue ofrecer la introducción sin censura como una descarga gratuita desde su página web como una política de apaciguamiento. En Francia y Alemania las versiones PAL de Director's Cut censuraron los FMVs con versiones a todo color.
Los usuarios de PlayStation 3 pueden comprar y descargar Resident Evil: Director's Cut disponible en la sección de PSOne Classics de la PlayStation Store, se puede jugar en la PS3, PSP y PS Vita.

## Otras plataformas
Cada versión tenía sus propios extras y otras particularidades.
La versión Sega Saturn añade un minijuego de batalla en el que el jugador debe recorrer una serie de habitaciones de las principales del juego y eliminar a todos los enemigos que haya en las mismas, con las armas previamente elegidas por el jugador. Este minijuego cuenta con dos enemigos que no aparecen en el modo principal, Wesker versión zombi y una versión de Tyrant de color dorado. El rendimiento del jugador es clasificado al final del minijuego. La versión Saturn también tuvo otras características exclusivas, como nuevos trajes para Jill y Chris. La versión de Saturn también se benefició de diversos extras, como bordes más suaves de los personajes.
La versión de PC cuenta sin la censura de escenas de la versión japonesa y la introducción se presenta ahora a todo color en lugar de blanco y negro. Se añadió apoyo de aceleración de gráficos 3D, lo que permite mucha mayor calidad para los gráficos. Se incluyen dos nuevas armas desbloqueables, una MAC-10 para Jill y un FN Minimi (M249) para Chris. También se añaden nuevos trajes desbloqueables de Chris y Jill. 
Se había previsto una versión de Resident Evil para GameBoy Color, pero fue cancelada por Capcom, citando que la GameBoy Color era insuficientemente potente para soportar el juego. La versión incompleta de dicho juego fue recientemente filtrada en la red.
Existe una versión pirata para la FAMICOM (NES) titulado Biohazard. Se desarrolló en China para la FAMICOM. Fue diseñado como un RPG de aventuras. La única ROM conocida del juego parece estar corrupta, ya que se bloquea a intervalos aleatorios.

### Remakepara Gamecube
En 2002, el Resident Evil original se renovó para Nintendo GameCube. Esto fue parte de un acuerdo de exclusividad entre Capcom y Nintendo que abarcó tres nuevos juegos (que también incluía Resident Evil Zero y Resident Evil 4). El título incluye una variedad de nuevos elementos de juego, ambientes, historia y detalles, así como el estado del arte visual. Shinji Mikami ha declarado que el remake «es un 70% diferente de la original.» 
El juego se caracteriza por sus entornos casi foto-realistas, todos los cuales son pre-renderizados. El rediseño de todas las características nuevas de gráficos y sonido, y también la incorporación de elementos de juego de las versiones posteriores (como el uso de lenguaje corporal y la visión de 180 grados), introdujo un nuevo estilo de funcionamiento que también se utilizó en Resident Evil Zero, y varias nuevas zonas y habitaciones.  La trama general es prácticamente idéntica. Los segmentos originales de acción en vivo-FMV son sustituidos por versiones CG, la voz y actuación fueron completamente regrabado con nuevos actores. El guion fue reescrito para tener un tono más grave y se mejoró la traducción, en contraste con inglés afectado con tono B-movie del guion original. 
La mecánica del juego es esencialmente la misma, aunque la mayoría de los puzles han cambiado y el jugador puede equipar un arma defensiva que se puede utilizar cuando son atacados por el enemigo. Se trata del puñal equipable por Chris y Jill y otras armas exclusivas: la granada para Chris que se puede meter en la boca a un zombi y tarda un poco en explotar, la de Jill es una pistola aturdidora que permite soltar una descarga eléctrica si el jugador es atrapado por un zombi. 
Además, la nueva versión tiene características desbloqueables en muchos modos, secretos y diversos finales que no se encuentran en el original y la posibilidad de desbloquear el traje de Chris de Code Veronica y de Jill de Resident Evil 3. También restablece la subtrama de George Trevor, referencias y otros personajes principales de la saga Resident Evil, como William Birkin y Alexia Ashford en la historia del juego. Se considera generalmente que es la trama definitiva, la oficial de la versión original del juego.
La versión GameCube de Resident Evil ha vendido más de 1,25 millones de ejemplares de acuerdo a un comunicado de prensa de Capcom.

### Deadly Silence (juego para NDS)
El 19 de enero de 2006 salió una versión del juego Resident Evil original para la Nintendo DS, titulada Resident Evil: Deadly Silence, en conmemoración del décimo aniversario de la serie. Deadly Silence incluye un «Modo clásico» (Classic mode), el juego original con un mínimo de mejoras, una pantalla táctil de apoyo y unos cuantos cambios en detalles visuales, así como un «Modo renacimiento» (Rebirth mode) que contiene una mayor cantidad de enemigos, con una mayor inteligencia artificial y una serie de nuevos rompecabezas que hacen uso del hardware de características únicas de la Nintendo DS.
El juego hace uso de la doble pantalla; la pantalla superior se utiliza para mostrar el mapa, junto con la munición restante del jugador y la salud (determinada por el color de fondo), mientras que la parte inferior muestra la pantalla principal de juego, y puede cambiarse para mostrar el inventario del jugador. Los gráficos son ligeramente mejores, y el juego también incluye la actualización mecánica, la de campo de 180 grados introducido en Resident Evil 3, junto con el botón de cuchillo y recarga táctica de Resident Evil 4. La actualización de controles son aplicables en ambos modos (Classic y Rebirth) y en los modos de transporte. Los diálogos y pantallas de carga pueden ser omitidas. La acción de escenas en vivo fueron censuradas como hasta ahora, incluso en el juego japonés, sin embargo, se mantuvo la escena que muestra a Kenneth decapitado. Curiosamente, aún estando censurado el vídeo introductorio, la escena de cuando Joseph encuentra una mano colgando de una pistola no se censuró, cuando en la versión PAL de 1996 sí se hizo.
En «Renacimiento», hay nuevos rompecabezas que hacen uso del sistema de pantalla sensible al tacto para resolverlos. El «bisturí de batalla» es una sucesión de secuencias, desde una perspectiva en primera persona. También se añadió que el jugador debe defenderse de los enemigos con movimientos de balanceo del cuchillo por medio del lápiz. Un puzle requiere resucitar a un compañero herido, soplando en el micrófono incorporado. El jugador también puede deshacerse de los enemigos usando la pantalla táctil y la realización de un ataque cuerpo a cuerpo.
El juego también incluye apoyo inalámbrico (LAN-only) para hasta cuatro jugadores con dos modos de juego multijugador. El primero es un modo cooperativo (cop-op) en el que cada jugador debe ayudarse mutuamente a resolver puzles y escapar de la mansión juntos. El otro es un modo competitivo (v.s mode) en el que el objetivo es conseguir la puntuación más alta de todos los agentes con la destrucción de la mayoría de los monstruos, que van endureciéndose a medida que valen más puntos. Hay tres etapas multijugador jugables y nueve personajes jugables (con 7 personajes desbloqueables y 3 escenarios).
Master of Knifing (minijuego)
En éste minijuego, el objetivo es acabar con los enemigos dándoles puñaladas con el cuchillo (gracias a la pantalla táctil de la Nintendo DS). Consta de 5 etapas y dos niveles de dificultad: Jill (fácil) y Chris (difícil), ambientándose en escenarios del juego.

### Resident Evil HD Remaster
El 5 de agosto se anunció una remasterización del juego original que saldrá a lo largo de 2015 para PS4, PS3, XBOX One, XBOX 360 y PC.

### Resident Evil en GOG.com
El 26 de junio del 2024, la plataforma de juegos clásicos GOG.com y en colaboración con Capcom, anunció que tendrán las primeras entregas disponibles para PC, siendo Resident Evil 1, 2 y 3: Nemesis. 
En el caso de Resident Evil, solo está disponible la versión nativa lanzada en diciembre de 1996, no cuenta con mejoras gráficas o la opción de adquirir la versión Director's Cut, pero, sí con la novedad de que se pueda jugar utilizando mandos de control de última generación y la oportunidad de descargar la versión japonesa. 

## Novela
La novelización del juego, titulada Resident Evil: La Conspiración Umbrella, ha sido escrito por la autora S.D. Perry como el primer libro de su serie de novelas de Resident Evil. La novela combina a Jill y Chris en distintos escenarios con una descripción y características de cinco de los principales personajes (entre ellos Barry y Rebecca).
El libro también tiene la libertad de hablar de la fuente original de materiales. La diferencia más notable es la inclusión de un personaje original llamado Trent, un abusivo de información privilegiada de que dispone Umbrella, con información acerca de la mansión antes de los acontecimientos del incidente. Dado que el libro fue escrito unos años antes que el remake de Nintendo GameCube, la novelización omite la presencia de Lisa Trevor en la mansión. Sin embargo, el libro hace alusión a la versión original de George Trevor del Diario de La Verdadera Historia Detrás de Biohazard, así como la corta historia que contiene de Biohazard: el comienzo, en el que aparece la desaparición del amigo de Chris Redfield, Billy Rabbitson. Otra notable diferencia en las novelas es que se mueve la ubicación de Raccoon City de la región central de Pensilvania, al parecer, alrededor de una hora en coche desde Nueva York.

## Finales diferentes
Dependiendo de como se haya jugado, se mostrarán finales diferentes, Barry, Rebecca o Richard se ven afectados. Si se pasa correctamente, estos dos sobreviven y se salvan junto con los personajes principales, si no, se mueren y no se logra el «final completo», que no varía mucho excepto por esto. Cabe destacar que dependiendo del tipo de final que se consiga, se obtienen unos extras u otros.